# Красиве (Сладковський район)
Краси́ве (рос. Красивое) — присілок у складі Сладковського району Тюменської області, Росія.
Населення — 192 особи (2010, 285 у 2002).
Національний склад станом на 2002 рік:
- росіяни — 90 %